# بوريس ستارك
بوريس ستارك (بالروسية: Старк, Борис Георгиевич)‏ هو قسيس روسي، ولد في 15 يوليو 1909 في كرنشتات في روسيا، وتوفي في 11 يناير 1996 في ياروسلافل في روسيا.